# 加百列·甘比斯
加百列·甘比斯（Gabriel Camps，1927年5月20日—2002年9月7日），出生于法属阿尔及利亚米塞爾根，法国历史学家，柏柏尔族群及文化的研究者。
坎普斯毕业于阿尔及尔大学，获得博士学位。1959年进入法國國家科學研究中心，进行历史、民族方面的研究。1969年至普罗旺斯大学任教授。1984年，他成为联合国教科文组织《巴巴里人百科全書》的主编。